# Боросилікати
Боросилікати (рос. боросиликаты, англ. borosilicates, нім. Borosilikate) — мінерали класу силікатів, які містять бор. 
При цьому бор відіграє однакову роль з кремнієм, утворюючи комплексний борокремнекисневий радикал.
Використовуючи боросилікати як сировину виготовляють боросилікатне скло, яке має підвищену міцність.